# قضیه گذر کوهی
قضیه ی گذر کوهی یکی از تئوریهای وجود است که زیرمجموعه ی حساب متغیر میباشد و در اصل به علت
دلیل آنتونیو آمبروستی و پل رابینوویتز است.
با توجه به شرایط خاص در یک تابع، قضیه وجود، نقاط زینی را نشان می دهد. این قضیه یا همون تئوری از این
جهت غیرمعمول است که تئوری های دیگری در مورد وجود حداکثر یا حداقل توابع ریاضی وجود دارد، اما درمورد نقاط زینی تعداد کمی وجود دارد. 

## گزاره
فرض این قضیه این است که:
- تابع I، Iز فضای هیلبرتH ،به سمت اعداد حقیقی،

- {\displaystyle I\in \mathbb {C} ^{1}{\bigl (}H,R{\bigr )}}و  {\displaystyle {\acute {I}}}یک پیوستگی لیپ شیتز محدود به زیرمجموعه های  Hاست.

- {\displaystyle I}در شرط فشردگی پالایز اسمال صدق میکند
- {\displaystyle I[0]=0}
- ثابت های مثبت  rوجود دارد {\displaystyle I[u]\geq a} اگر {\displaystyle \left\vert u\right\vert =r} و

- {\displaystyle \upsilon \in H}با  {\displaystyle \left\vert \upsilon \right\vert >r}وجود دارد به طوری که {\displaystyle I[\upsilon ]\leq 0}

اگر تعریف کنیم:
{\displaystyle \Gamma =\{g\in C{\bigl (}[0,1];H{\bigr )}|g[0]=0,g[1]=\upsilon \}}
و
{\displaystyle \inf g\in \Gamma 0\leq t\leq 1\max I[g(t)]}
پس نتیجه ی قضیه این است که  Cمقدار بحرانی از تابع  {\displaystyle I}است

## تصویرسازی
شهود پشت این قضیه، گذر کوهی نام دارد.  {\displaystyle I}را به عنوان ارتفاع در نظر بگیرید. دو نقطه ی پایین را نمای افقی در نظر بگیریم: در مبدا زیرا {\displaystyle I[0]=0}و نقطه ی دور Vواقع در {\displaystyle I[\upsilon ]\leq 0} در بین این دو رشته کوهی با ارتفاع زیاد قرار دارد.( بزرگتر از0 ).به ترتیب با طی کردن مسیر  gاز مبدا به سمت  ، Vباید از قله ها عبور کنیم، یعنی اول بالا و سپس پایین برویم.از آنجا که تا حدی هموار است، نقطهی بحرانی باید در میان قرار داشته باشد. (موازی با خطوط میانگین در نظربگیرید_ نظریه ی ارزش)
گذر کوهی در امتداد مسیری که در پایین ترین ارتفاع قرار دارد از میان کوه ها میگذرد.توجه داشته باشید که این گردنه کوه تقریبا همیشه یک  نقطه ی زین است.
برای اثبات، بخش  8.5ایوانز را ببینید.

## فرمول ساده تر
اگر  Xدر فضای باناخ باشد، فرض میکنیم که:
- {\displaystyle \Phi \in C(X,R)} و  پیوستگی مشتق گاتو {\displaystyle {\acute {\Phi }}:X\rightarrow X^{*}}را زمانی داریم که  Xو  *Xرا به ترتیب با    توپولوژی ضعیف توپولوژی قوی نسبت بدهیم.

- 0>rوجود دارد چنان که بتوان آن را با معین  {\displaystyle \left\vert {\acute {x}}\right\vert >r} پیدا کرد با:

{\displaystyle \min(\Phi (0),\Phi ({\acute {x}}))<\inf \Phi (x)=:m(r)}
- Φشرط  فشردگی پالایز اسمال صدق میکند بر{\displaystyle \{x\in X|m(r)\leq \Phi (x)\}}

در این قضیه  نقطه ی بحرانی {\displaystyle {\bar {x}}\in X}صدق میکند بر {\displaystyle m(r)\leq \Phi ({\bar {x}})}و علاوه بر این اگر تعریف          
کنیم
{\displaystyle \Gamma =c\in C([0,1],X)|c(0)=0,c(1)={\acute {x}}\}}
پس
{\displaystyle \Phi ({\bar {x}})=\inf _{c}\in \Phi 0\leq t\leq 1\max(\Phi (c(t))} .
برای اثبات به قسمت  ۵.۵اوبین و اکلند را ببینید.

## بیشتر خواندن
- Aubin, Jean-Pierre;  Ekeland, Ivar, Ivar (2006). Applied Nonlinear Analysis. Dover Books.  ISBN 0-486-45324-3.

- Bisgard, James (2015).   "Mountain Passes and Saddle Points". SIAM Review. 57 (2): 275–292.  doi:10.1137/140963510.
- Evans, Lawrence C.. (1998). Partial Differential Equations. Providence, Rhode Island: American Mathematical Society. ISBN 0-8218-0772-2
- Jabri, Youssef (2003).  The Mountain Pass Theorem, Variants, Generalizations and Some Applications. Encyclopedia of Mathematics and its Applications. Cambridge University Press. ISBN  ISBN 0-521-82721-3..
- Mawhin, Jean; Willem, Michel (1989). "The Mountain Pass Theorem and Periodic Solutions of Superlinear Convex Autonomous Hamiltonian Systems". Critical Point Theory and Hamiltonian Systems. New York: Springer-Verlag. pp. 92–97. ISBN 0-387-96908-X.
- McOwen, Robert C. (1996). "Mountain Passes and Saddle Points". Partial Differential Equations: Methods and Applications. Upper Saddle River, NJ: Prentice Hall. pp. 206–208 . ISBN 0-13-121880-8.